# Neum
Neum es una localidad y capital del municipio del mismo nombre en Bosnia y Herzegovina. Tiene una población de casi 5000 habitantes según el censo del 2013, y una capacidad hotelera para aproximadamente 5000 turistas. La actividad más importante de Neum es el turismo.
Neum es el único pueblo costero de todo el país. Su litoral es de tan solo 24,5 km y es el único acceso de Bosnia y Herzegovina al mar Adriático, aunque no tiene control sobre el mar, por lo que no puede construir ningún puerto. El largo litoral meridional de Croacia es interrumpido por el pequeño corredor de Neum. De hecho, la carretera costera que une Dubrovnik con el resto de Croacia pasa por Neum. Sin embargo, en julio de 2022 se inauguró el puente de Pelješac, que permite evitar cruzar territorio bosnio.

## Historia
En siglos pasados, la República de Ragusa y la República de Venecia pugnaban por hacerse el control del Mediterráneo. Los primeros, para evitar ser atacados por los temibles venecianos y haciendo uso de su legendaria diplomacia, hicieron un pacto con el Imperio otomano que se asentaba en lo que es hoy Bosnia y Herzegovina. El pacto incluía el uso de esos 20 km de costa, que los turcos protegerían y así los venecianos de querer asomarse por allí deberían hacer frente a una doble defensa: primero la turca y luego la de Dubrovnik.
Durante la Segunda Guerra Mundial, Neum —al igual que toda Bosnia y Herzegovina— fue anexionada por el Estado Independiente de Croacia. Sin embargo, poco después del fin del conflicto volvió a ser territorio de Bosnia y Herzegovina. Los años siguientes se caracterizaron por una intensa urbanización.
En el otoño de 1991, poco antes de la guerra de Bosnia, estallaron intensos combates en alrededor de Ravno, un pueblo del municipio de Neum, que rápidamente se extendieron al resto de la región.
En 1996 la mayoría del municipio de Neum fue parte del cantón Neretva. En 1998 se decidió lo mismo respecto a Ravno.